# Inland
Inland és una pel·lícula britànica del 2022 escrita, dirigida i produïda per Fridtjof Ryder, en el seu debut en llargmetratge. La pel·lícula és protagonitzada per Mark Rylance, que també n'és el productor executiu, Rory Alexander i Kathryn Hunter. Es va estrenar al 66è Festival de Cinema de Londres el 14 d'octubre de 2022, abans d'arribar a una selecció de cinemes del Regne Unit a partir del juny de 2023. S'ha doblat i subtitulat al català.
El projecte es va ambientar i filmar a Gloucester (Anglaterra), ciutat natal de Ryder, que ell va descriure com «un espai semirural, semiurbà».